# Tingön
Tingön är en ö i Åland (Finland). Den ligger i Skärgårdshavet och i kommunen Sund i landskapet Åland, i den sydvästra delen av landet. Ön ligger omkring 13 kilometer nordöst om Mariehamn och omkring 270 kilometer väster om Helsingfors.
Öns area är 48,7 hektar och dess största längd är 1,3 kilometer i nord-sydlig riktning. Ön höjer sig omkring 30 meter över havsytan.